# Shao Qi
Shao Qi (邵琪; Panjin, 10 luglio 2001) è una sciatrice freestyle cinese, specializzata nei salti.

## Biografia
Originaria di Panjin e attiva a livello internazionale dal febbraio 2016, Shao Qi ha debuttato in Coppa del Mondo il 17 dicembre dello stesso anno, giungendo 19ª nei salti a Beida Lake. Il 19 gennaio 2019 ha ottenuto il suo primo podio nel massimo circuito, classificandosi 2ª a Lake Placid nella gara vinta dalla sua connazionale Xu Mengtao.
In carriera ha preso parte a un'edizione dei Giochi olimpici invernali e a una dei Campionati mondiali di freestyle.

## Palmarès

### Mondiali juniores
- 2 medaglie:
  - 1 argento (salti a Raŭbičy 2018)
  - 1 bronzo (salti a Chiesa in Valmalenco 2018)

### Coppa del Mondo
- Miglior piazzamento in classifica generale: 21ª nel 2019
- Miglior piazzamento nella Coppa del Mondo di salti: 5ª nel 2019
- 3 podi:
  - 2 secondi posti
  - 1 terzo posto